# ژوزف لانژوئینه
ژوزف لانژوئینه (به فرانسوی: Joseph Lanjuinais) نویسنده قرن هجدهم میلادی اهل فرانسه است.